# Karsten Oelze
Karsten Oelze bzw. Karsten Ölze (* 7. Juli 1962 in Iserlohn; † 14. Januar 2016 in Pottenstein (Oberfranken)) war ein deutscher Kletterer und Kletterführerautor.
Er gehörte mit über 300 Neutouren bis zu seinem Tod zu den Haupterschließern von Neutouren im Klettergebiet Nördlicher Frankenjura. Auch auf Sizilien und Kalymnos war er als Erschließer aktiv.

## Leben
Karsten Oelze wurde in Iserlohn-Letmathe geboren und wuchs auch in Westfalen auf, um später nach Nordfranken zu ziehen. Beruflich war Oelze als EDV-Kaufmann und Programmierer, später im Klettersport sowie der Outdoorbranche aktiv. Karsten Oelze hatte einen Sohn.

## Bekannte Erstbegehungen
- 1991 „Blitz“, Krottenseer Turm
- 1993 „Stromlinie“ (9), Marientaler Wand
- 1994 „Frankenstein“ (9+/10-), Stadeltenne
- 1998 „Lügenbaron“ (10-), Wagnerfelsen
- 1999 „Thors Hammer“' (10-), Teufelsrissmassiv
- 1999 „Prawda“  (10-/10), Wagnerfelsen
- 1999 „Black Hole Sun“(9+/10-), Planetarium
- 2003 „Armed Response“ (9+/10-), Großer Bärnfels

## Nachweise
- Nachruf bei www.ig-klettern.com

| Personendaten    | Personendaten                              |
| ---------------- | ------------------------------------------ |
| NAME             | Oelze, Karsten                             |
| ALTERNATIVNAMEN  | Ölze, Karsten                              |
| KURZBESCHREIBUNG | deutscher Kletterer und Kletterführerautor |
| GEBURTSDATUM     | 7. Juli 1962                               |
| GEBURTSORT       | Iserlohn                                   |
| STERBEDATUM      | 14. Januar 2016                            |
| STERBEORT        | Pottenstein (Oberfranken)                  |